# Sivert Mattsson
Sivert Mattsson, född 9 september 1907 i Harads, död 20 mars 1999 i Harads, var en svensk längdskidåkare som tävlade för Bodens BK.
Mattsson deltog i längdskidåkning vid de olympiska vinterspelen 1932 i Lake Placid, USA. Han kom på 11:e plats i 18 kilometersloppet och deltog i men avslutade inte 50 kilometersloppet.